# Grote Synagoge (Düsseldorf)
De Grote Synagoge aan de Kasernenstraße in Düsseldorf werd in het jaar 1903 naar een ontwerp van de architect Josef Kleesattel in neoromaanse stijl gebouwd, op 10 november 1938 in brand gestoken en op 29 november van hetzelfde jaar afgebroken.

## Geschiedenis

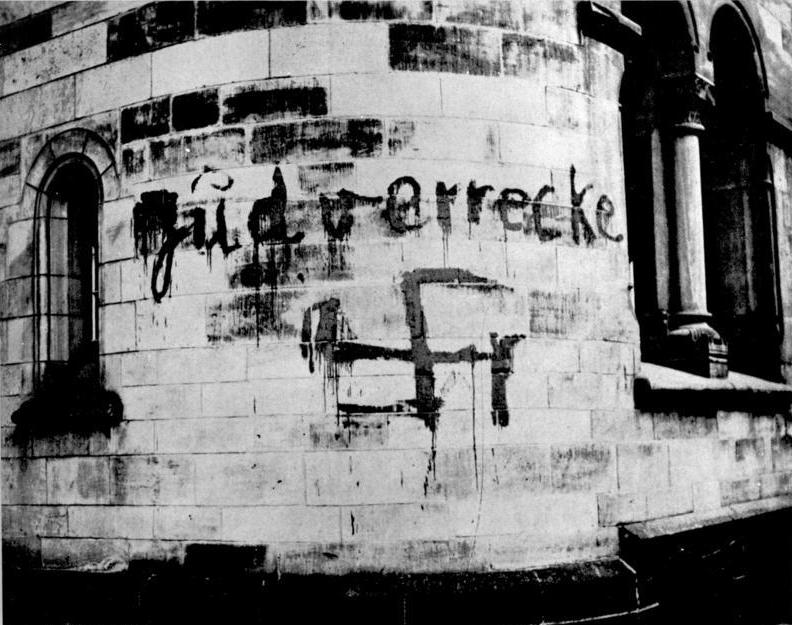
De onteerde synagoge in 1929

Net als de totale bevolking van Düsseldorf groeide in de 19e eeuw eveneens het aantal leden van de joodse gemeente aanmerkelijk. Een eerder ontwerp van de Keulse architect Ludwig Paffendorf voorzag in een gebouw met vroegchristelijke, byzantijnse en neoromaanse stijlvormen, maar een neoromaanse ontwerp van Jozef Kleesattel werd uiteindelijk uitgevoerd. De Grote Synagoge van de liberaal georiënteerde gemeente werd op 6 september 1904 ingewijd, vervoegde over een orgel en bood plaats aan 800 mannen en 500 vrouwen.   
De kleinere orthodoxe gemeente, die de nieuwbouw wegens het orgel afkeurde, stichtte in 1904 een gebedsruimte in de Bilker Straße 37, later in de Poststraße 4. De uit Oost-Europa afkomstige en naar Düsseldorf gemigreerde joden hadden in meerdere delen van de stad hun eigen gebedsruimten.  
Van 1907 tot 1912 was de Grote Synagoge het werkterrein van rabbijn Leo Baeck (1873-1956), in zijn tijd de belangrijkste vertegenwoordiger van het Duits liberale jodendom en een onomstreden leider van de joodse gemeenschap in Duitsland.
De Grote Synagoge werd in de nacht naar 11 augustus 1929 door het opschrift Jud verrecke en een opgekalkt hakenkruis onteerd. In de nacht van 9 op 10 november 1938 vonden er in Düsseldorf pogroms plaats, waarbij zeven mensen werden gedood en talrijke mishandeld. De in 1933 benoemde en met een jodin getrouwde regeringspresident Carl Christian Schmid (1886-1955) werd toen gedwongen af te treden. Leden van de SA verwoestten eerst het interieur van de Grote Synagoge en staken aansluitend het gebouw in brand. De ruïne werd op 29 november 1938 afgebroken. Ook de andere synagogen in de stad werden verwoest. Op de plaats van de Grote Synagoge staat nu het gebouw van de uitgeversgroep Handelsblatt. 
Een steen met de afbeelding van de synagoge herinnert tegenwoordig aan het gebouw dat er ooit stond. Van tijd tot tijd worden er herdenkingen georganiseerd.

## Afbeeldingen

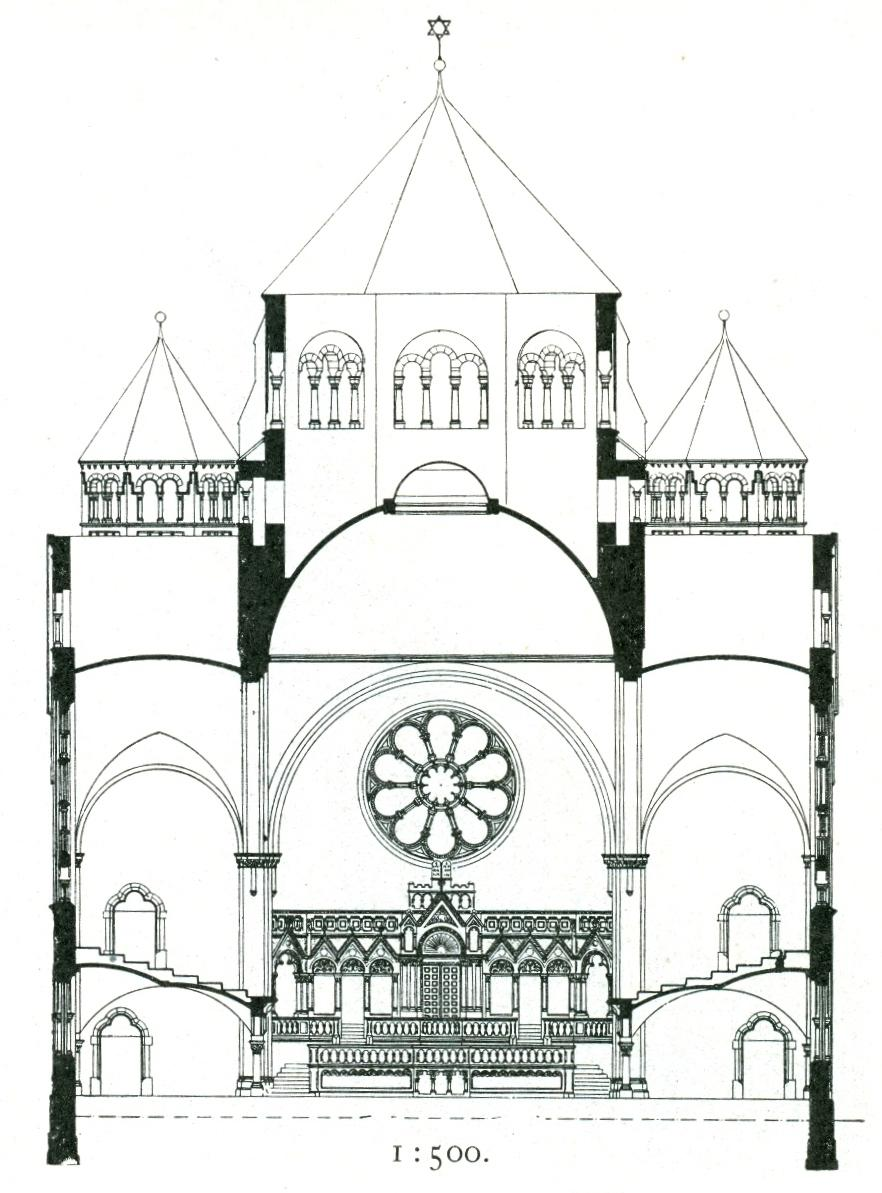
Doorsnee
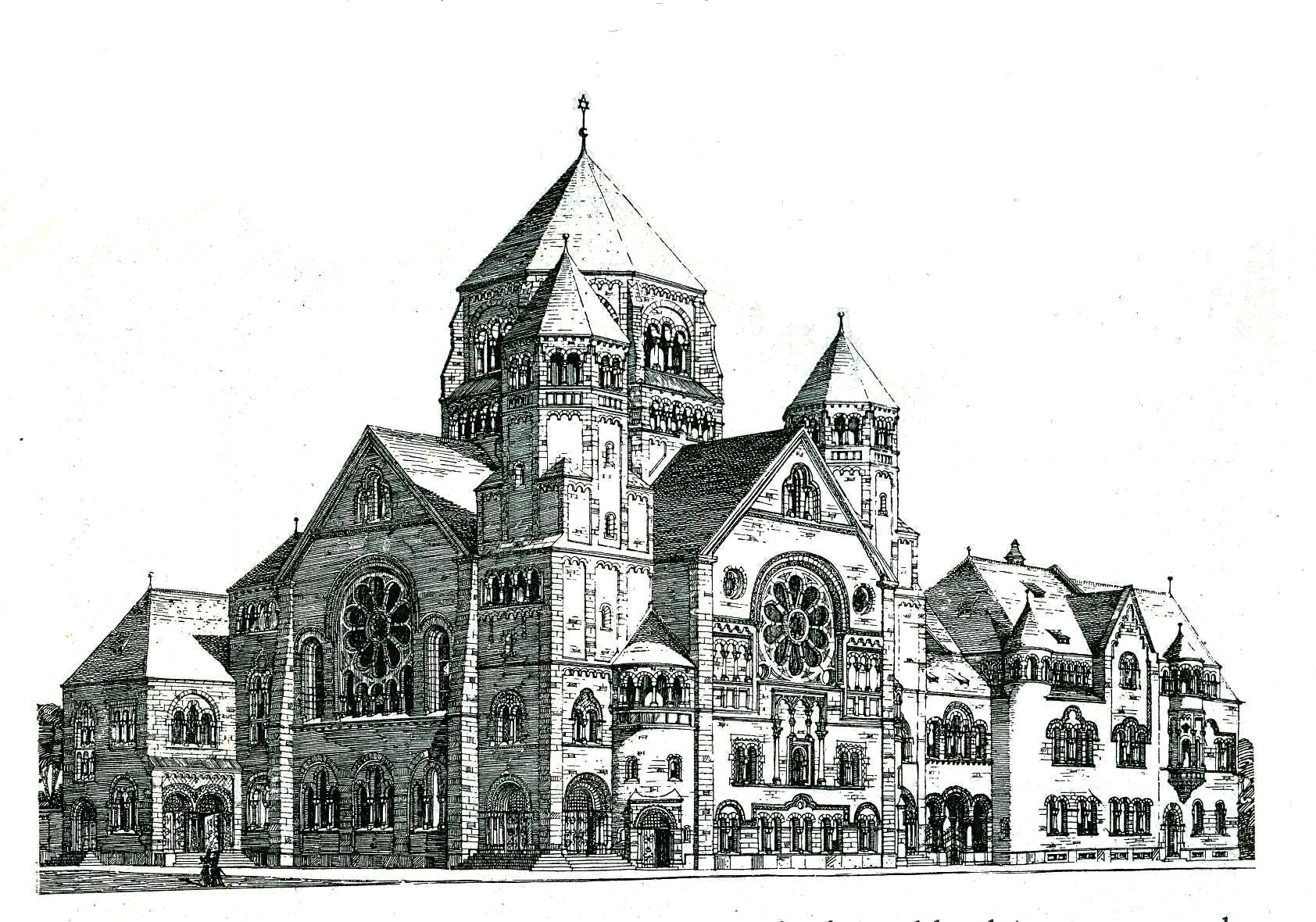
Tekening van de synagoge (1904)
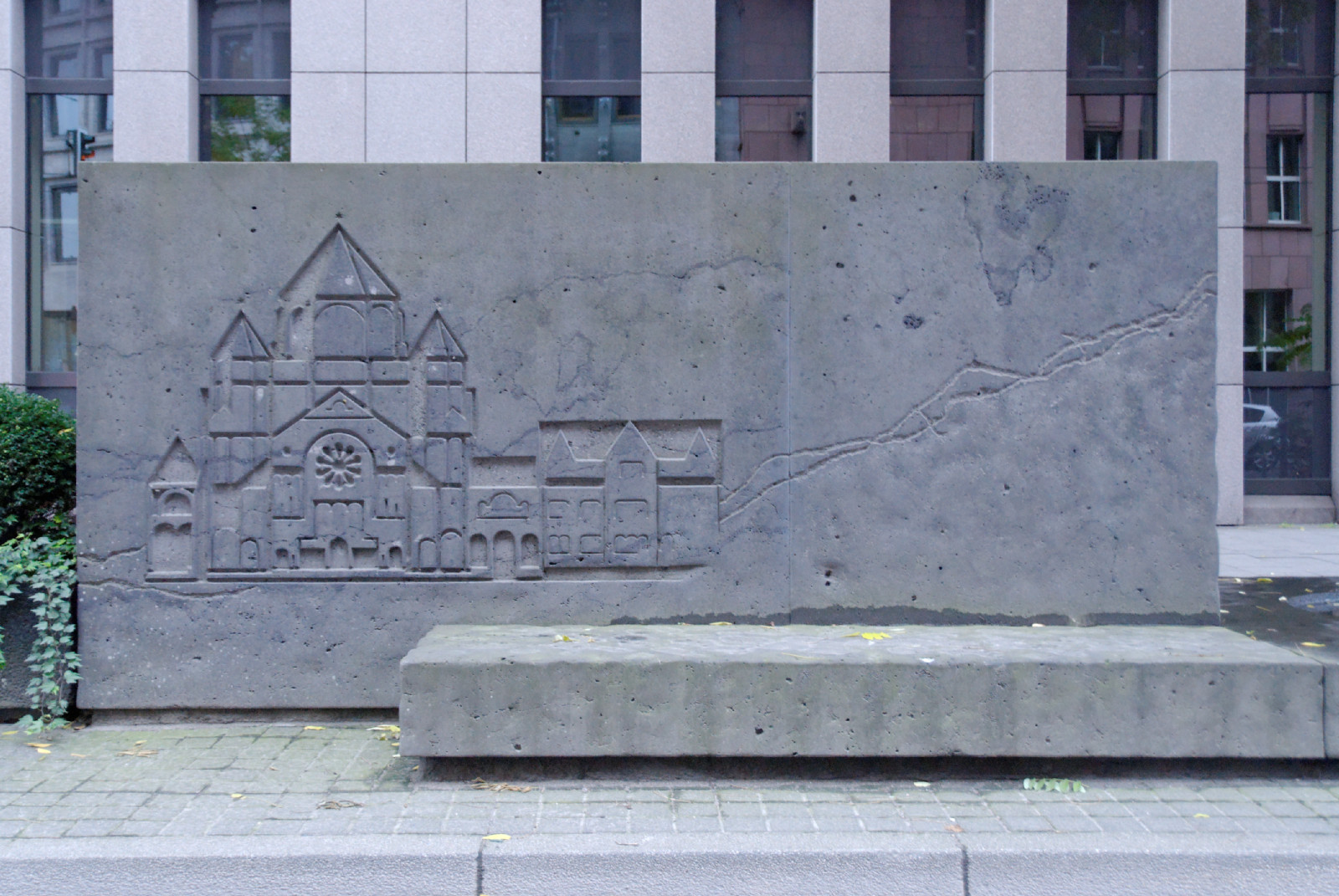
Steen met afbeelding van de synagoge (oostelijke kant)
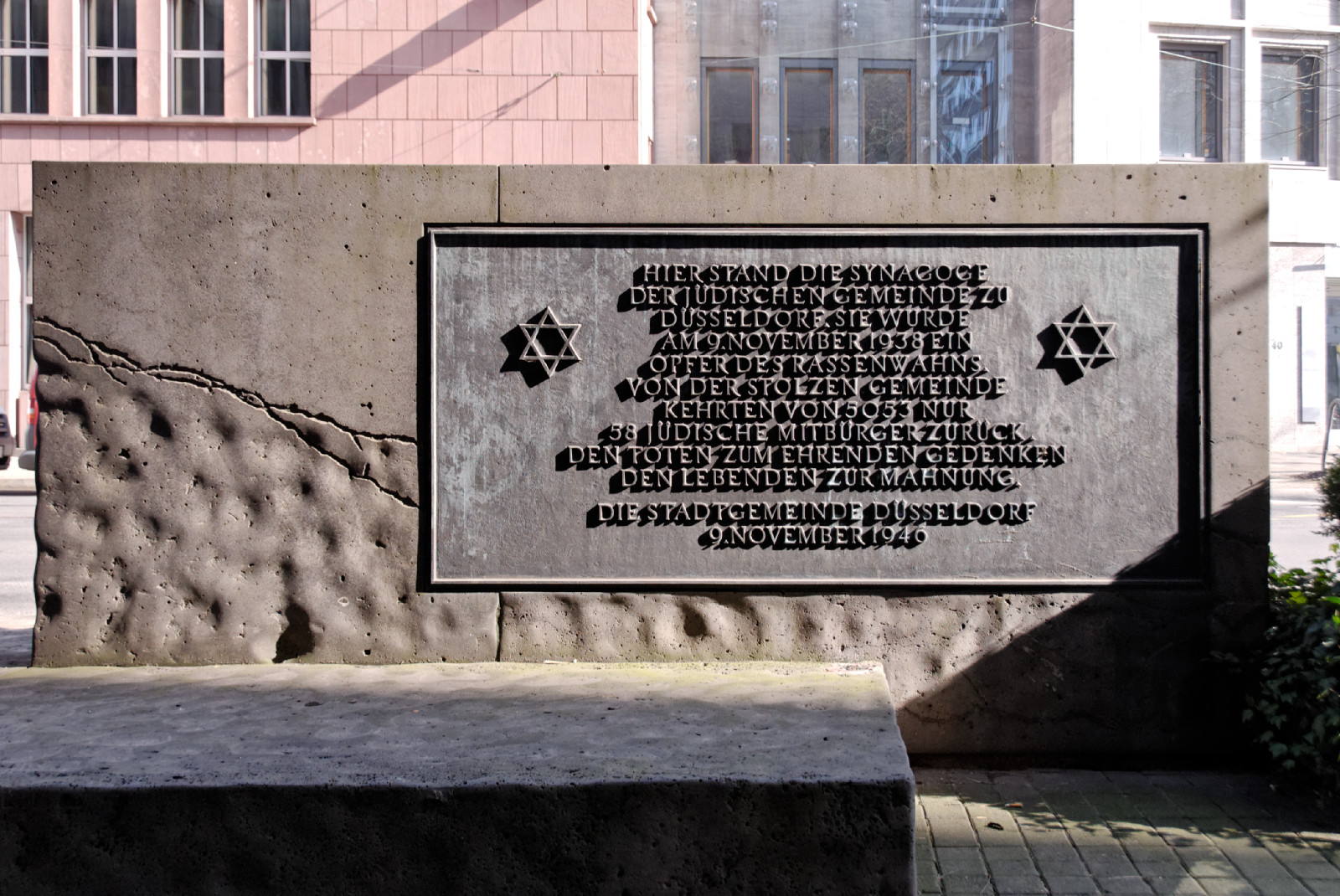
Westelijke zijde herdenkingssteen